# Schloss Hohenroda

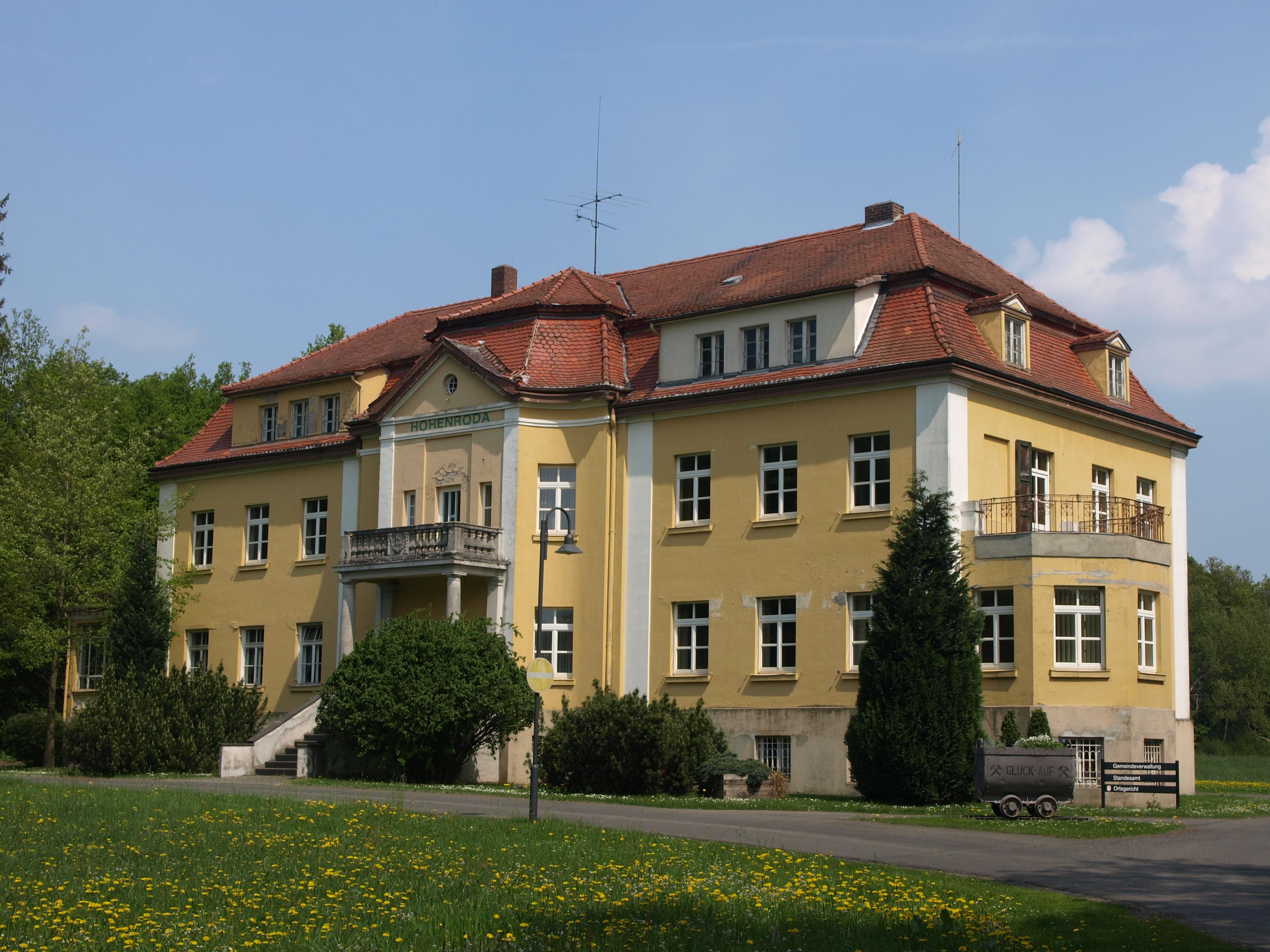
Vorderansicht des Schlosses aus Südwesten vor der Sanierung

Das Schloss Hohenroda ist ein Anfang des 20. Jahrhunderts gebautes neuzeitliches Herrenhaus in der Gemeinde Hohenroda im osthessischen Landkreis Hersfeld-Rotenburg. Das Kulturdenkmal befindet sich am nördlichen Ende des Ortsteils Oberbreitzbach an der Landesstraße 3173.

## Geschichte
Das häufig als Schloss bezeichnete Herrenhaus entstand 1907–1908 für den vormals in Düren als Unternehmer tätigen Rittergutsbesitzer Adolf Hupertz, Sohn einer Kaufmannsfamilie in Olpe. Hupertz war etwa drei Jahre zuvor mit seiner Frau Anna nach Oberbreitzbach gekommen, um in der Gegend einige Grundstücke zu besichtigen. Das Herrenhaus wurde nach Plänen eines Münchener Architekten Angermeier errichtet, womit vermutlich Jakob Angermair gemeint ist. Hupertz wurde Eigentümer von 1700 Morgen Grundbesitz zwischen Glaam, Mansbach und Oberbreitzbach und prägte den Namen Hohenroda für den neu entstandenen Gutsbezirk. Sein Vermögen stammte zum einen aus seiner Unternehmens-Beteiligung (Dürener Maschinenfabrik und Gießerei Hupertz & Banning, ab 1901 Dürener Metallwerke AG) und vermutlich auch aus dem Erbe seiner Schwiegereltern.
Zu dem Herrenhaus gehörten eine Parkanlage, eine Obstplantage sowie ein Gutshof mit einem Inspektorenhaus. Hupertz zog sich schließlich aus sämtlichen Geschäften zurück und nutzte sein Gut und die dazugehörigen Liegenschaften für den landwirtschaftlichen Betrieb. Im Zuge der Ende der 1920er Jahre einsetzenden Weltwirtschaftskrise geriet das Ehepaar in finanzielle Schwierigkeiten, sodass sie den gesamten Besitz verloren.
1932 wurde das Gut an Elisabeth und Ilse Steffens verkauft. Diese sorgten wieder für Wohlstand in Hohenroda, indem sie für die Menschen aus dem Ort Beschäftigung in der Landwirtschaft, Gärtnerei und im Haushalt boten. Nach dem Tod von Ilse Steffens wurde das Haus 1955 von deren Schwester Elisabeth an das Hattorfer Kaliwerk verkauft. 1976 kaufte der Gutsverwalter Leo Fughe das Herrenhaus.
Seit Anfang 2008 war die Gemeinde Hohenroda, deren Verwaltung sich seitdem in dem Gebäude befand, Eigentümer des Schlosses. Seit 2018 fungiert es als Seminar- und Gästehaus und ist Eigentum von Felix Vögtlin.

## Beschreibung

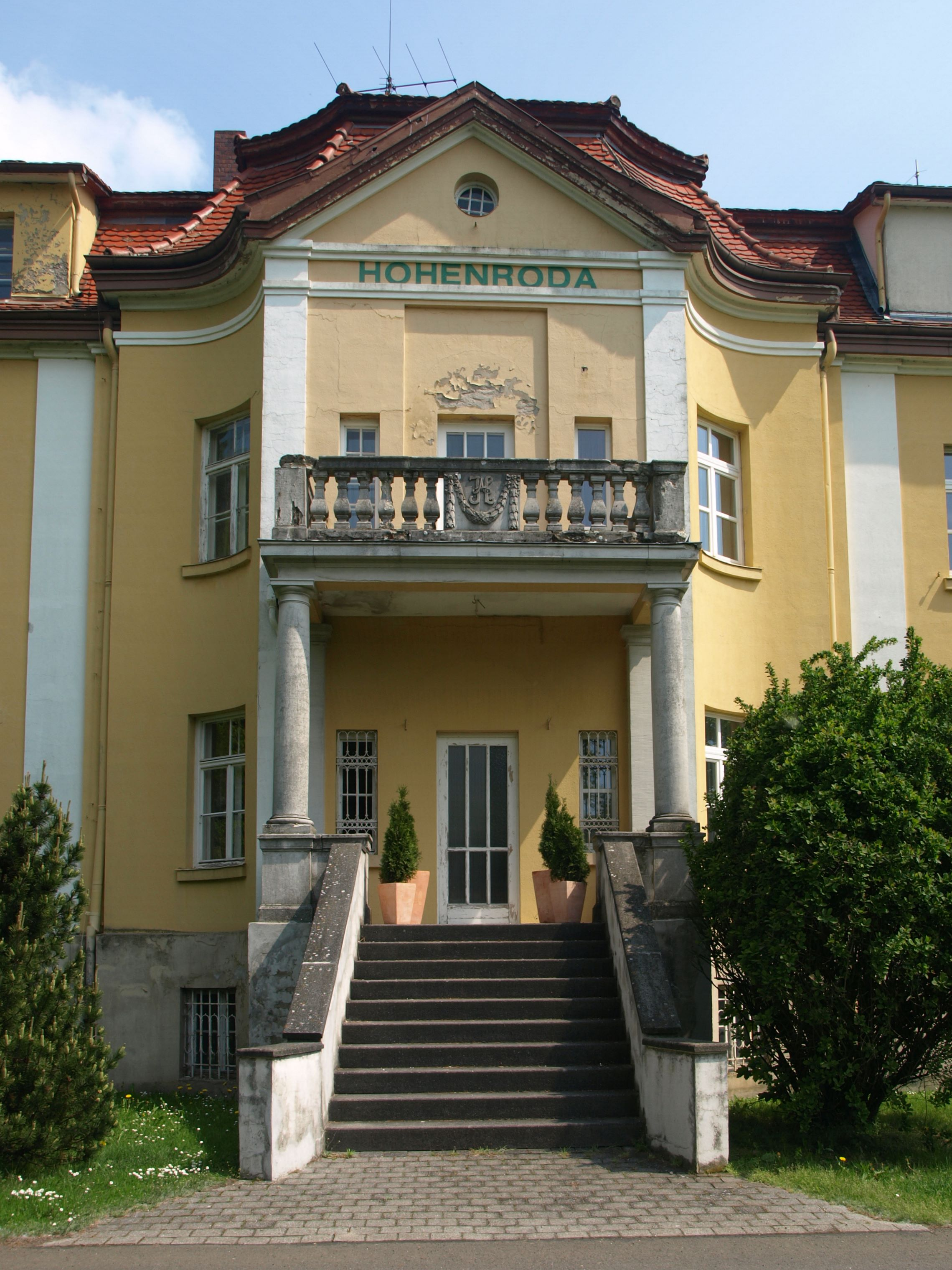
Eingangsportal mit Freitreppe

Das drei auf neunachsige, unterkellerte, zweistöckige Schlossgebäude in historisierender Form besitzt in der Längsseite ein Mittelrisalit, das an den Ecken halbkreisförmig in den Gesamtkörper ausläuft, einen Dreiecksgiebel mit Rundfenster und einen Balkon mit steinerner Balustrade, der von zwei einfachen Säulen vor der geraden Freitreppe gestützt wird. Die Treppe mündet in dem durch die Säulen entstehenden Altan mit der von zwei schmalen Hochrechteckfenstern flankierten Eingangstür. Am Balkongeländer darüber befindet sich ein Zierwappen mit einem stilisierten H für den Besitzer, der von einem halben Kranz eingefasst ist. An den halben Schmalseiten befindet sich jeweils eine einstöckige Auslucht; nach Süden halbkreisförmig und fünfeckig, nach Norden nahezu quadratisch mit Balkon und Stahlbalustrade. Das Mansardwalmdach, das sattelförmig auch den Mittelrisalit bedeckt, weist zahlreiche Dachgauben auf: je zwei Giebelgauben auf den Schmalseiten; je zwei dreifenstrige Schleppgauben auf den Längsseiten. Alle rechteckigen Fenster sind als sechsteilige Sprossenfenster ausgelegt.
Nach erfolgreicher und auch mit Mitteln der Deutschen Stiftung Denkmalschutz (DSD) unterstützter Sanierung und Restaurierung wurde der Schriftzug "Hohenroda" im Dreiecksgiebel am Risalit entfernt und das ehemalige Gelb der Fassade ist einem betonten Understatement in dezentem Weiß gewichen, die verblendeten Ecken und der Kellersturz in getöntem Grau.
Das Herrenhaus ist als Seminar- und Tagungshaus ebenso wie für Gruppenfahrten, Familientreffen und Feiern zu mieten. Ab 2022 sollen über 15 Zimmer mit über 40 Betten, entsprechenden Seminarräumen, Aufenthaltsraum und Versorgungstrakt zur Verfügung stehen.